# Бонвил сир Тук
Бонвил сир Тук (фр. Bonneville-sur-Touques) насеље је и општина у северној Француској у региону Доња Нормандија, у департману Калвадос која припада префектури Лисје.
По подацима из 2011. године у општини је живело 401 становника, а густина насељености је износила 60,48 становника/km². Општина се простире на површини од 6,63 km². Налази се на средњој надморској висини од 80 метара (максималној 132 m, а минималној 3 m).

## Демографија
| 1962. | 1968. | 1975. | 1982. | 1990. | 1999. | 2011. |
| ----- | ----- | ----- | ----- | ----- | ----- | ----- |
| 269   | 284   | 335   | 342   | 354   | 318   | 401   |

График промене броја становника у току последњих година